# Vodeano-Mîhailivka, Bobrîneț
Vodeano-Mîhailivka (în ucraineană Водяно-Михайлівка) este un sat în comuna Novohradivka din raionul Bobrîneț, regiunea Kirovohrad, Ucraina.

## Demografie
Componența lingvistică a localității Vodeano-Mîhailivka
     Ucraineană (87,5%)
     Rusă (12,5%)
Conform recensământului din 2001, majoritatea populației localității Vodeano-Mîhailivka era vorbitoare de ucraineană (87,5%), existând în minoritate și vorbitori de rusă (12,5%).